# گرنویل بینان
 گرنویل بینان (انگلیسی: Granville Beynon؛ زاده ۱۹۱۴ درگذشته ۱۹۹۶) یک فیزیک‌دان اهل بریتانیا بود.